# Miguel Carranza Fernández
Miguel Carranza Fernández (San José, 1780 - 1841) fue un político y empresario costarricense. En 1838, la Asamblea Legislativa lo eligió Vicejefe del Estado Libre de Costa Rica, cargo que conllevaba la presidencia del Poder Conservador. Desempeñó ese cargo hasta 1841. En 1830, trajo a San José la primera imprenta que se conoció en Costa Rica. Esta fue fabricada por la compañía inglesa Waterlow & Sons, Manufactures London Wall.
Se casó con Joaquina Ramírez y García, y de este matrimonio nacieron, entre otros hijos, Froilana, que casó con Braulio Carrillo Colina, y Bruno Carranza Ramírez, Presidente de Costa Rica en 1870.
- Datos: Q6844489